# Французская фонология
В этой статье рассматривается фонетика и фонология литературного французского языка, так называемая классическая французская фонетика. В статье используется транскрипция МФА на основе латинского алфавита.
Особенностями стандартного французского языка являются:
- увулярное «r»;
- носовые гласные;
- элизия (фр. élision);
- связывание (фр. liaison), сцепление на стыке слов.

При этом важно учитывать, что данные особенности относятся в первую очередь к нормативному произношению, поскольку в речи носителей языка, проживающих в различных регионах мира, имеются отличия в и в том, что касается вышеописанных особенностей (например, во французском языке Франции и Канады отличается система вокализма).

## Согласные
| По способу образования | По способу образования | По способу образования | По месту образования | По месту образования | По месту образования | По месту образования | По месту образования | По месту образования | По месту образования | По месту образования | По месту образования |
| По способу образования | По способу образования | По способу образования | Губные               | Губные               | Переднеязычные       | Переднеязычные       | Переднеязычные       | Дорсальные           | Дорсальные           | Дорсальные           | Дорсальные           |
| По способу образования | По способу образования | По способу образования | Губные               | Губные               | Альвеолярный         | Пост-альвеолярный    | Палатальный          | Палатальный          | Велярный             | Велярный             | Увулярный            |
| По способу образования | По способу образования | По способу образования | Губно-губной         | Губно-зубной         | Альвеолярный         | Пост-альвеолярный    | Палатальный          | Палатальный          | Велярный             | Велярный             | Увулярный            |
| По способу образования | По способу образования | По способу образования | Губно-губной         | Губно-зубной         | Альвеолярный         | Пост-альвеолярный    |                      | лабио-палатальный    |                      | лабио-велярный       | Увулярный            |
| ---------------------- | ---------------------- | ---------------------- | -------------------- | -------------------- | -------------------- | -------------------- | -------------------- | -------------------- | -------------------- | -------------------- | -------------------- |
| Шумные                 | Взрывные               | звонкие                | b                    |                      | d                    |                      |                      |                      | g                    |                      |                      |
| Шумные                 | Взрывные               | глухие                 | p                    |                      | t                    |                      |                      |                      | k                    |                      |                      |
| Шумные                 | Щелевые                | звонкие                |                      | v                    | z                    | ʒ                    |                      |                      |                      |                      |                      |
| Шумные                 | Щелевые                | глухие                 |                      | f                    | s                    | ʃ                    |                      |                      |                      |                      |                      |
| Сонорные               | Щелевые                | сонорные               |                      |                      |                      |                      |                      |                      |                      |                      | ʁ                    |
| Сонорные               | Аппроксиманты          | скользящие             |                      |                      |                      |                      | j                    | ɥ                    |                      | w                    |                      |
| Сонорные               | Аппроксиманты          | латеральные            |                      |                      | l                    |                      |                      |                      |                      |                      |                      |
| Сонорные               | Носовые                | Носовые                | m                    |                      | n                    |                      | ɲ                    |                      | ŋ                    |                      |                      |

Французские смычные согласные отличаются от русских более "энергичным" произнесением, характеризующимся более резким раскрытием смычки. При этом многие согласные, имеющие обозначение в системе МФА, совпадающее с некоторыми фонемами русского языка, отличаются продвинутостью вперёд (например, фонемы /k/ и /g/).
Особенности:
- Велярный носовой не характерен для французского языка и используется в основном в заимствованиях;
- Фонема /l/ на самом деле имеет два комбинаторно-позиционных варианта: если она предшествует переднеязычному гласному, то произносится «светлый» аллофон (кончик языка слегка касается границы альвеол и верхних зубов), в противном случае произносят «тёмный» вариант (ретрофлексный боковой аппроксимант, нижняя часть кончика языка слегка касается границы альвеол и твёрдого нёба)[2].

## Гласные

Гласные французского языка.

Система французского вокализма обладает несколькими основными видами противопоставлений:
- Противопоставление по ряду (фонологически релевантны два, в отличие от русского: передний и задний);
- Противопоставление по подъёму (в отличие от русского, релевантны четыре: верхний, верхне-средний, средний и нижний);
- Противопоставление по участию носовой полости;
- Противопоставление по огубленности.

При этом во французском языке сохраняется наличие долгих и кратких гласных, которое не имеет фонологического значения (как и французское ударение, долгота не влияет на смысл слова), однако создаёт ритм. Так, гласные перед фонемами /ʁ, z, v, ʒ/ под ударением становятся долгими. Кроме того, во французском языке есть ряд исторически долгих гласных: к ним относятся все носовые, а также закрытые огубленные звуки. В некоторых северных диалектах сохраняется противопоставление долгих и кратких гласных в сочетаниях с непроизносимым e, которое служит показателем рода (ср. ami и amie).
Число фонем также разнится: в современной парижской норме уже не различают огубленный и неогубленный переднеязычные носовые, а также заднеязычное и переднеязычное /a/.
| Подъём       | Ряд               | Ряд               | Ряд             | Ряд             | Ряд     | Ряд               | Ряд               | Ряд             | Ряд             |
| Подъём       | Передние          | Передние          | Передние        | Передние        | Средние | Задние            | Задние            | Задние          | Задние          |
| Подъём       | нелабиализованные | нелабиализованные | лабиализованные | лабиализованные | Средние | нелабиализованные | нелабиализованные | лабиализованные | лабиализованные |
| Подъём       | чистые            | назализованные    | чистые          | назализованные  | Средние | чистые            | назализованные    | чистые          | назализованные  |
| ------------ | ----------------- | ----------------- | --------------- | --------------- | ------- | ----------------- | ----------------- | --------------- | --------------- |
| Закрытый     | i                 |                   | y               |                 |         |                   |                   | u               |                 |
| Полузакрытый | e                 |                   | ø               |                 |         |                   |                   | o               |                 |
| Средний      |                   |                   |                 |                 | ə       |                   |                   |                 |                 |
| Полуоткрытый | ɛ                 | ɛ̃                 | œ               | œ̃               |         |                   |                   | ɔ               | ɔ̃               |
| Открытый     | a                 |                   |                 |                 |         | ɑ                 | ɑ̃                 |                 |                 |

## Правила чтения буквосочетаний

### Согласные
| b   | d   | g        | gu  | v   | z   |                 | j             |
| --- | --- | -------- | --- | --- | --- | --------------- | ------------- |
| [b] | [d] | [g], [ʒ] | [g] | [v] | [z] |                 | [ʒ]           |
| p   | t   | c        | qu  | f   | ç   | s               | ch            |
| [p] | [t] | [k], [s] | [k] | [f] | [s] | [s], [z]        | [ʃ]           |
| m   | n   | gn       |     |     | l   |                 | il, ill, ille |
| [m] | [n] | [ɲ]      |     |     | [l] |                 | [j], [ij]     |
| ph  | th  | h        |     |     |     | x               | r, rh         |
| [f] | [t] | [-]      |     |     |     | [ks], [gz], [z] | [ʁ]           |

- c произносится как [s] перед гласными e, i, y; в остальных случаях — [k];
- g произносится как [ʒ] перед гласными e, i, y; в остальных случаях — [g];
- h не произносится, но при положении в начале слова может препятствовать связыванию с предыдущим словом («придыхательное h»[фр.]);
- s обычно произносится как [z] между двух гласных, в остальных случаях — [s];
- t в суффиксах -tie и -tion произносится как [s] ([si] и [sjɔ̃] соответственно);
- в большинстве случаев буквы d, p, s, t, x, z, расположенные в конце слова, не произносятся, кроме случаев согласного связывания;
- c и g не произносятся на конце слов после носовых гласных (исключение: donc), ng в заимствованных словах может произноситься как [ŋ].

### Гласные
| a             | â    |     | an, am | ai       | ain, aim | ay    | au       |          |
| ------------- | ---- | --- | ------ | -------- | -------- | ----- | -------- | -------- |
| [a], [ɑ]      | [ɑ]  |     | [ɑ̃]    | [ɛ], [e] | [ɛ̃]      | [ɛj]  | [o]      |          |
| e             | ê, è | é   | en, em | ei       | ein, eim | ey    | eu       | eau      |
| [ə], [e], [ɛ] | [ɛ]  | [e] | [ɑ̃]    | [ɛ]      | [ɛ̃]      | [ɛj]  | [œ], [ø] | [o]      |
| i             |      |     | in, im |          | ien, iem |       |          |          |
| [i], [j]      |      |     | [ɛ̃]    |          | [jɛ̃]     |       |          |          |
| o             | ô    | œ   | on, om | oi       | oin, oim | oy    | ou       | œu       |
| [ɔ], [o]      | [o]  | [e] | [ɔ̃]    | [wa]     | [wɛ̃]     | [waj] | [u], [w] | [œ], [ø] |
| u             |      |     | un, um |          |          |       |          |          |
| [y], [ɥ]      |      |     | [œ̃]    |          |          |       |          |          |
| y             |      |     | yn, ym |          | yen, yem |       |          |          |
| [i], [j]      |      |     | [ɛ̃]    |          | [jɛ̃]     |       |          |          |